# Hattori Nankaku

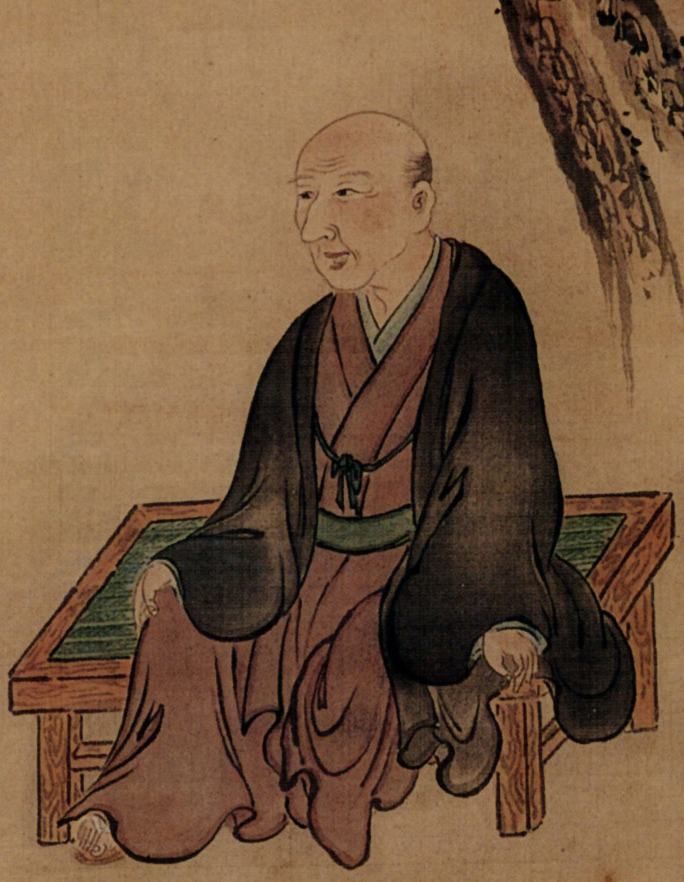
Hattori Nankaku

Hattori Nankaku (japanisch 服部 南郭; * 1683 in Kyōto; † 1759), auch Fuku Nankaku (服 南郭) genannt, war ein japanischer Maler und Dichter.

## Leben
Hattori trat 1700 als Samurai und Waka-Dichter in den Dienst Yanagisawa Yoshiyasus, der ein Beamter und Berater des Shōgun Tokugawa Tsunayoshi war. Durch ihn lernte er den konfuzianischen Philosophen Ogyū Sorai kennen, dessen Schüler und Anhänger er um 1710 wurde. Unter dessen Einfluss wandte er sich der Kanshi-Dichtung zu. Nach dem Tod Yanagisawas kam es zu einem Zerwürfnis mit dessen Nachfolger, Hattori verließ die Dienste des Hauses und lebte fortan als Dichter und Maler des Nanga-Stil (Bunjinga).
Nach dem Tode seines Lehrers Ogyū führte er dessen literarisches Erbe fort. 1724 druckte er das chinesische Tangshi xuan (jap. Tōshisen), eine der Überlieferung nach von Li Panlong kompilierte Sammlung von Gedichten aus der Tang-Zeit, die eine Popularisierung dieser Dichtung in Japan bewirkte.